# Karel Traxler
Karel Traxler (17. ledna 1866, Vlachovo Březí – 15. května 1936, Volyně) byl český katolický kněz a jeden z nejlepších českých šachistů na přelomu 19. a 20. století. Zabýval se skládáním šachových úloh a korespondenčním i praktickým šachem. Měl bezesporu dostatek nadání, aby se propracoval do absolutní špičky světového šachu, ale jeho povolání mu neumožňovalo dostatečně se hře věnovat. Přesto vstoupil do šachové historie, když v roce 1890 poprvé představil světu novou variantu hry dvou jezdců v obraně, která vstoupila do šachové teorie jako Traxlerův protiútok. Ten je dodnes považován za jedno z nejostřejších a nejobtížnějších zahájení, jaké kdy šachový svět spatřil, a jeho zastánci a odpůrci se již přes sto let bezvýsledně přou o jeho korektnost.
Pohřben je na hřbitově děkanského kostela Povýšení Svatého kříže ve Veselí nad Lužnicí, kde většinu života působil.
Reinisch - Traxler, Praha 1890
Traxlerův protiútok (premiéra)
1. e4 e5 2. Jf3 Jc6 3. Sc4 Jf6 4.Jg5 Sc5!? N 5.Jxf7 Sxf2+ 6.Ke2? (správné bylo 6.Kxf2) 6…Jd4+ 7.Kd3 b5! 8.Sb3 Jxe4!! 9.Jxd8 Jc5+ 10.Kc3 Je2+! Bílý se vzdal